# 会津横田駅
会津横田駅（あいづよこたえき）は、福島県大沼郡金山町大字横田字松ノ木平にある、東日本旅客鉄道（JR東日本）只見線の駅である。

## 歴史
国鉄会津線の会津川口駅から只見駅までの開通とともに開業。当時会津川口と只見の間には当駅と会津蒲生駅しか設けられていなかった。

### 年表
- 1963年（昭和38年）8月20日：開業[1][2]。旅客のみ取り扱いの無人駅[3]。
- 1964年（昭和39年）11月1日：専用車扱貨物の取り扱いを開始[4]。
- 1976年（昭和51年）4月1日：貨物の取り扱いを廃止[4]。
- 1987年（昭和62年）4月1日：国鉄分割民営化により、 東日本旅客鉄道（JR東日本）の駅となる[1]。
- 2011年（平成23年）
  - 7月30日：新潟福島豪雨により、営業を休止。
  - 8月26日：会津宮下 - 当駅 - 会津大塩間でバス代行を開始[5]。
  - 11月1日：会津川口 - 当駅 - 只見間でバス代行を開始[5]。
- 2022年（令和4年）10月1日：只見線の全線運転再開に伴い、営業を再開[6]。あわせてバス代行終了。

## 駅構造
単式ホーム1面1線と短い側線1本を有する地上駅である。ほぼ北東から南西に走る線路の北西側に短いホームを添えただけの簡単なつくりとなっている。ホームは列車1両分の長さしかないため、2両以上の列車では、進行方向前側の車両の扉を使っての乗降となる（ドアカットを行う）。側線は構内の会津大塩方で本線から南側に分岐し、駅の会津越川方に至るもので、保線のために使われている。
会津若松駅管理の無人駅である。駅舎はないが、ホームに接して小さな待合所が設置されている。
かつては横田鉱山の専用線があり、当駅構内には木造のホッパーがあった。

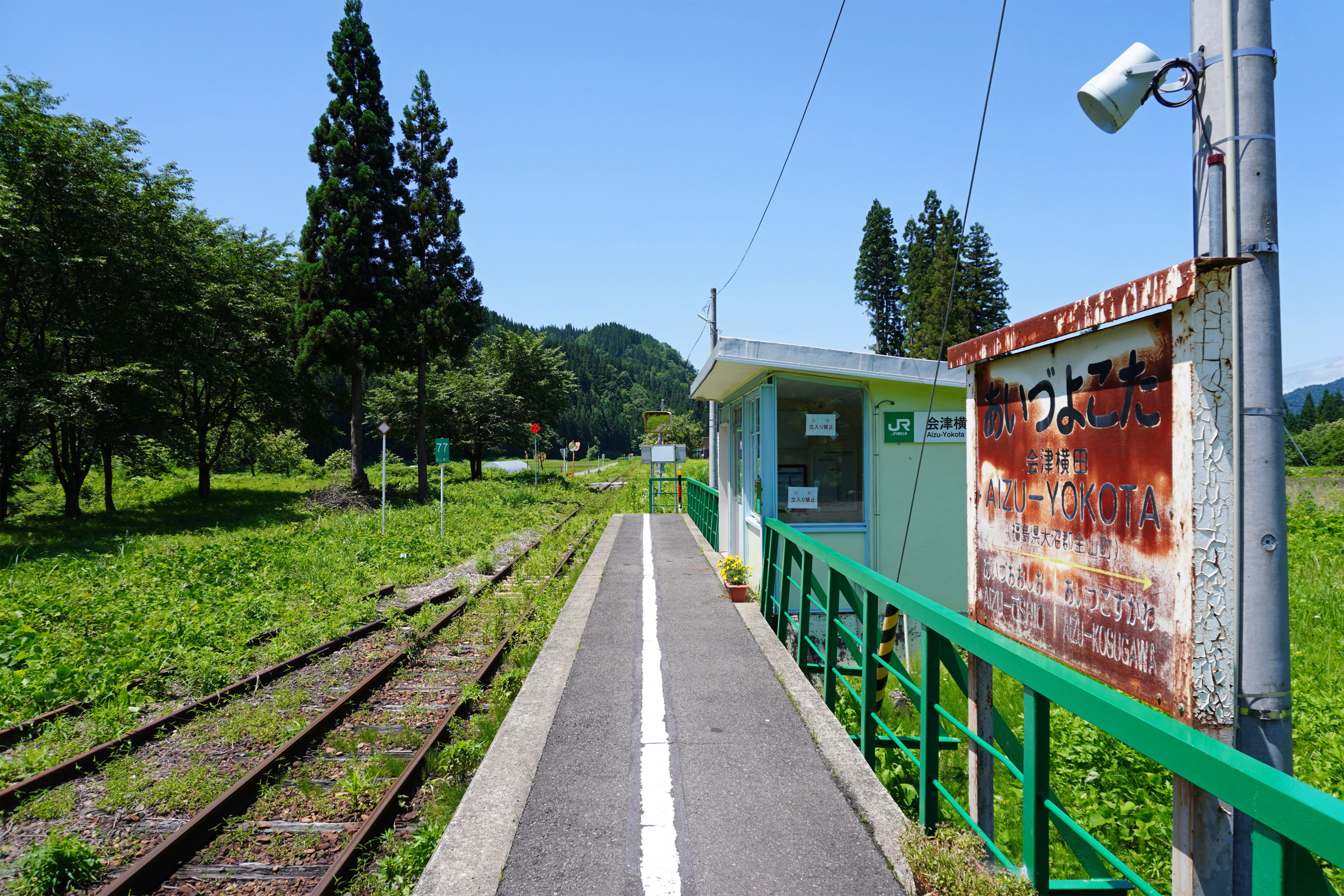
ホーム（2023年7月）

## 利用状況
「福島県統計年鑑」によると、2000年度（平成12年度）- 2004年度（平成16年度）の1日平均乗車人員の推移は以下のとおりであった。
| 乗車人員推移       | 乗車人員推移     | 乗車人員推移 |
| 年度               | 1日平均 乗車人員 | 出典         |
| ------------------ | ---------------- | ------------ |
| 2000年（平成12年） | 11               | [ 7 ]        |
| 2001年（平成13年） | 14               | [ 8 ]        |
| 2002年（平成14年） | 14               | [ 9 ]        |
| 2003年（平成15年） | 14               | [ 10 ]       |
| 2004年（平成16年） | 11               | [ 11 ]       |

## 駅周辺
- 横田郵便局
- 四十九院峠
- 袖山
- 只見川
- 国道252号
- 大塩温泉

## 隣の駅
東日本旅客鉄道（JR東日本）
■只見線
会津越川駅 - 会津横田駅 - 会津大塩駅